# Fritz Schmige
Friedrich Heinrich „Fritz“ Schmige (auch Schmiege geschrieben; * 17. Juli 1880 in Hagenau; † 19. Januar 1974 in Wiesbaden) war ein deutscher Jurist und Landrat zur Zeit des Nationalsozialismus.

## Leben
Friedrich „Fritz“ Schmige wurde als Sohn von Johannes Carl Georg Schmige (1852–1911) und seiner Ehefrau Martha Catharina Schmige (1858–1946), geborene Engelhorn, in der Stadt Hagenau geboren. Seit 1911 war er mit Adelheid Ernesta Ida Maria Pfeffer von Salomon (1891–1987) verheiratet. Das Paar bekam mehrere Kinder.
Fritz Schmige studierte von 1900 bis 1904 Rechtswissenschaften in Freiburg, Berlin und Königsberg und promovierte 1908, als er auch das zweite Staatsexamen machte. Vor dem Ersten Weltkrieg begann er seine Verwaltungslaufbahn in Siegen, Münster und Liegnitz. Nach seinem Kriegseinsatz schied er als Reserveoffizier aus und wurde 1920 Landrat in Ostpreußen im Kreis Pillkallen und in Liegnitz.
Über seine Großmutter wurde er 1927 Eigner des Schlosses Armenruh im Kreis Goldberg-Haynau, das er 1942 an die schlesische Landgesellschaft verkaufte.
Nach der Machtübernahme durch die Nationalsozialisten wurde Schmiege Anfang April 1933 Mitglied der NSDAP (Mitgliedsnummer 1.690.397) und wurde auch Mitglied im NSKK. Er war vom 1. November 1933 bis 1937 Landrat im Landkreis Hoyerswerda und anschließend im Landkreis Hirschberg. Im August 1938 wurde er in den Wartestand versetzt. Von 1938 bis 1940 leitete Schmige als Vorsitzender den Riesengebirgsverein.
Nach Ausbruch des Zweiten Weltkrieges wurde Schmige Anfang Januar 1940 Leiter der Abteilung Innere Verwaltung im Distrikt Lublin im deutsch besetzten Generalgouvernement. Mitte Februar 1940 wurde er Amtschef im Distriktsamt Lublin und im Juni 1940 Kreishauptmann in Radzyn. Ende Oktober 1941 wurde er Landrat im Landkreis Braunau im Sudetenland und bekleidete diesen Posten bis Kriegsende.
Nach Kriegsende war Schmiege noch kurze Zeit als Rechtsrat in der hessischen Finanzverwaltung in Wiesbaden beschäftigt.